# Barrage de Seyssel
Le barrage de Seyssel est un barrage situé sur le Rhône, en amont des deux Seyssel, partiellement situé sur la commune de Corbonod.

## Histoire
Le barrage fait partie des aménagements du Rhône programmés par la CNR. Pour éviter que les grosses variations du débit du fleuve engendrées par le fonctionnement du barrage de Génissiat situé une douzaine de kilomètres en amont inondent les villes de Seyssel (Ain) et Seyssel (Haute-Savoie) ce barrage régulateur a été prévu en amont de ces deux villes.
Le barrage et l'usine devaient être construits successivement mais les besoins du pays en électricité ont conduit à effectuer ces deux chantiers simultanément. 

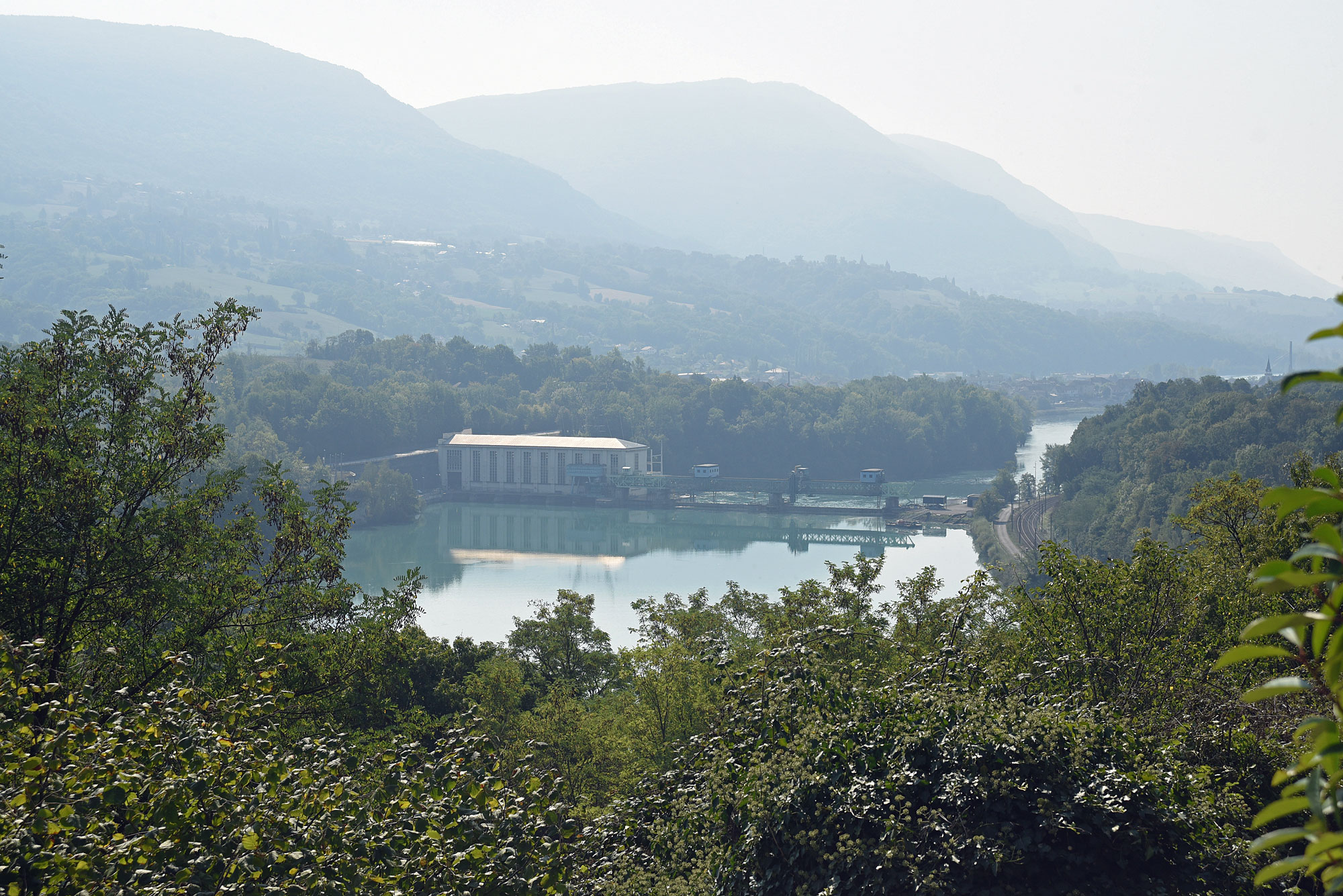
Le barrage de Seyssel vu depuis le cimetière de Bassy

## Construction
La construction, déclarée d'utilité publique et urgente par décret du 9 mars 1946, débute en 1946. Des terrains situés à proximité du pont de Bassy sont expropriés pour modifier et élargir la route menant au village et à la Semine.
Le barrage est constitué d'une tête d'écluse de 12 m de large en bordure de la rive droite puis de deux travées de 43 m munies de 40 hausses Aubert de 7,78 m de hauteur (20 par travée), une passe de décharge de 15 m de large munie d'une vanne wagon à deux corps puis l'usine de 86 m.
La manœuvre des hausses est effectuée initialement à l'aide de deux chariots de manœuvre visibles au-dessus de la superstructure en treillis métallique surplombant le barrage. Un troisième chariot de manœuvre a été ajouté en 2013.

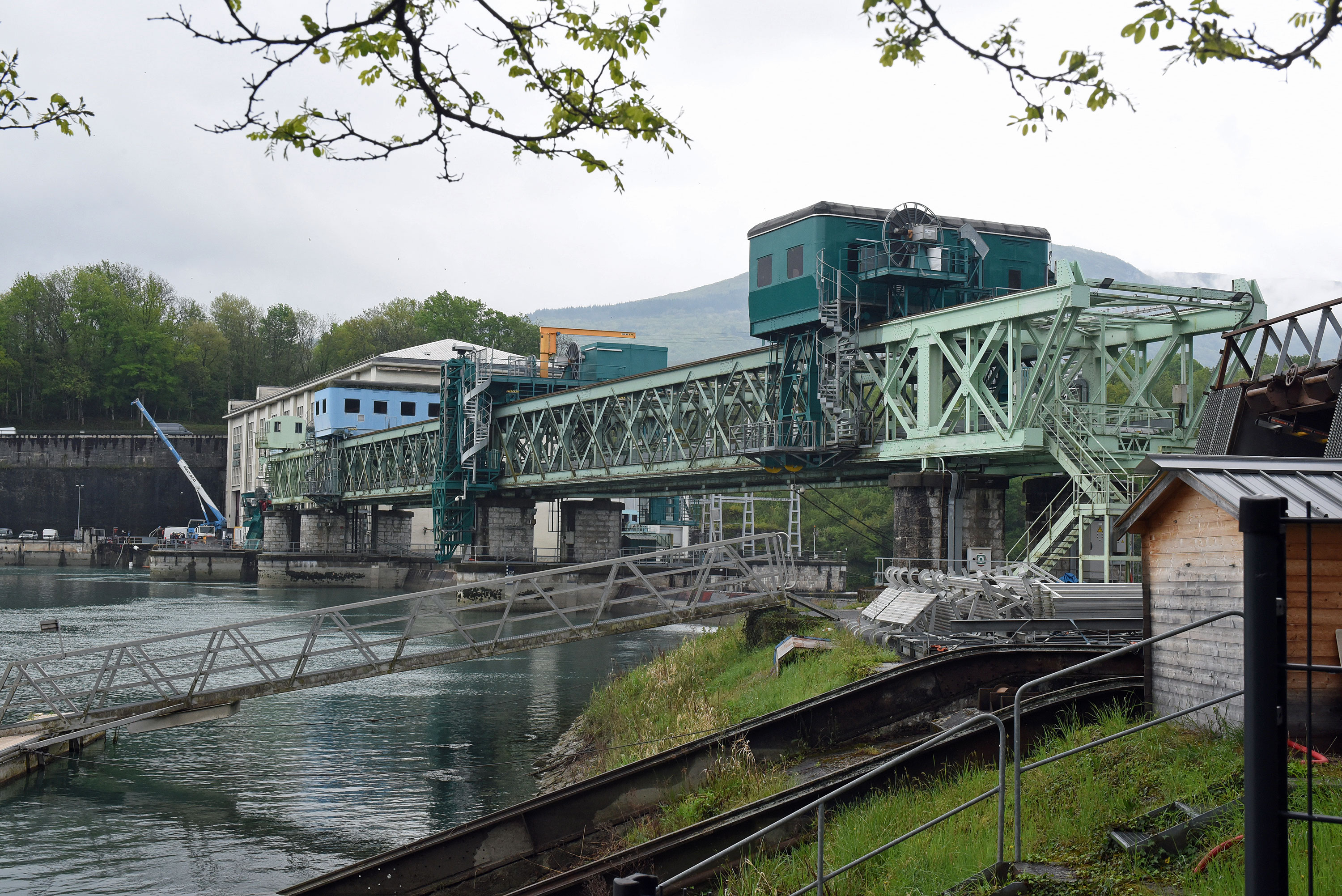
Vue de l'amont du barrage avec les deux anciens chariots de manoeuvre des hausses Aubert et le nouveau au centre

Les travaux ont été achevés en 1952.

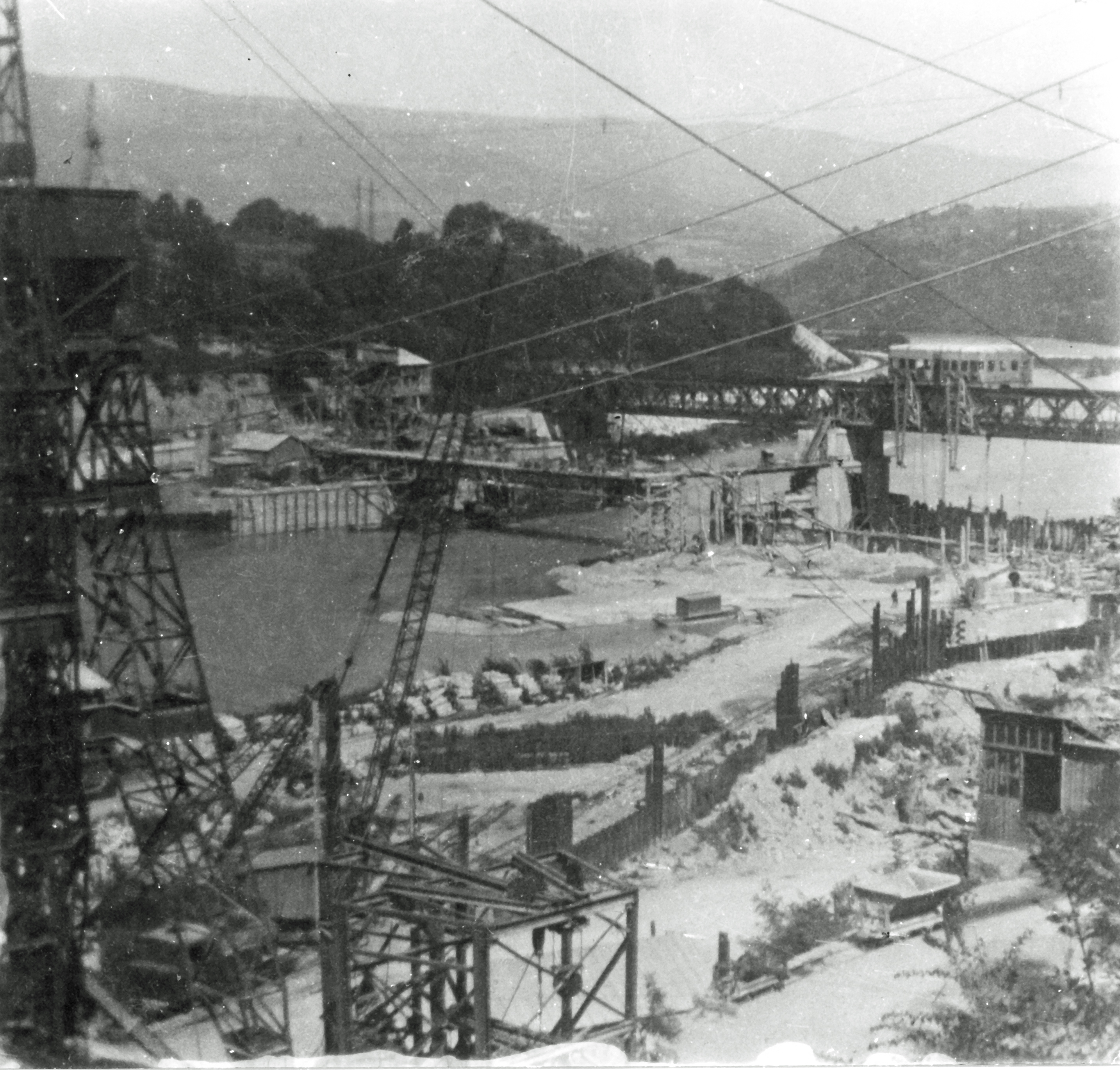
Construction du barrage de Seyssel

## Caractéristiques
Situé entre les deux Seyssel et le confluent des Usses et du Rhône ce barrage de faible hauteur permet de stocker 7 600 000 m3 pour amortir les variations de débit du fleuve liées au fonctionnement du barrage de Génissiat. Il comporte une usine hydroélectrique avec 3 turbines Kaplan fonctionnant sous une chute maxi de 8,25 m leur vitesse de rotation est de 75 tr/min.
Le pignon de l'usine visible depuis la départementale 992 porte les mots "Le Rhône au service de la Nation" surplombés par le logo de la CNR (ajouté postérieurement). Il y a aussi un portrait sculpté, allégorie du fleuve, sous-titré «LE RHÔNE».

## Vie du barrage

### Suppression des quarts en avril 1972
Il est l'un des premiers à avoir testé l'automatisation de la conduite du "système électrique", dont l'un des objectifs était une automatisation "intégrale" des barrages hydrauliques, pour économiser les "services de quart", ce qui s'est produit dès avril 1972 pour celui de Seyssel, équipé d'un T2000 de Télémécanique.

### Hausses Aubert
Les hausses Aubert sont régulièrement démontées et reconditionnées. Le remplacement se fait au rythme de deux hausses par an et il faut donc vingt ans pour renouveler les quarante hausses du barrage.

### Travaux d'enrochement entre novembre 2014 et mai 2015
D'importantes fosses créées en aval du barrage par l'écoulement de l'eau ont été repérées en 1998. Des études ont été menées pour savoir dans quelles conditions d'exploitation se produisaient ces fosses, études complétées par des sondages en 2003.

Des travaux d'enrochement de l'aval du barrage ont été menés entre novembre 2014 et mai 2015 pendant lesquels 30 000 tonnes de rochers ont été placées dans le lit du fleuve au moyen d'une barge portant une pelleteuse (le positionnement des blocs déposés dans le lit du fleuve se faisant grâce au GPS), de deux  barges de transport et d'un pousseur.

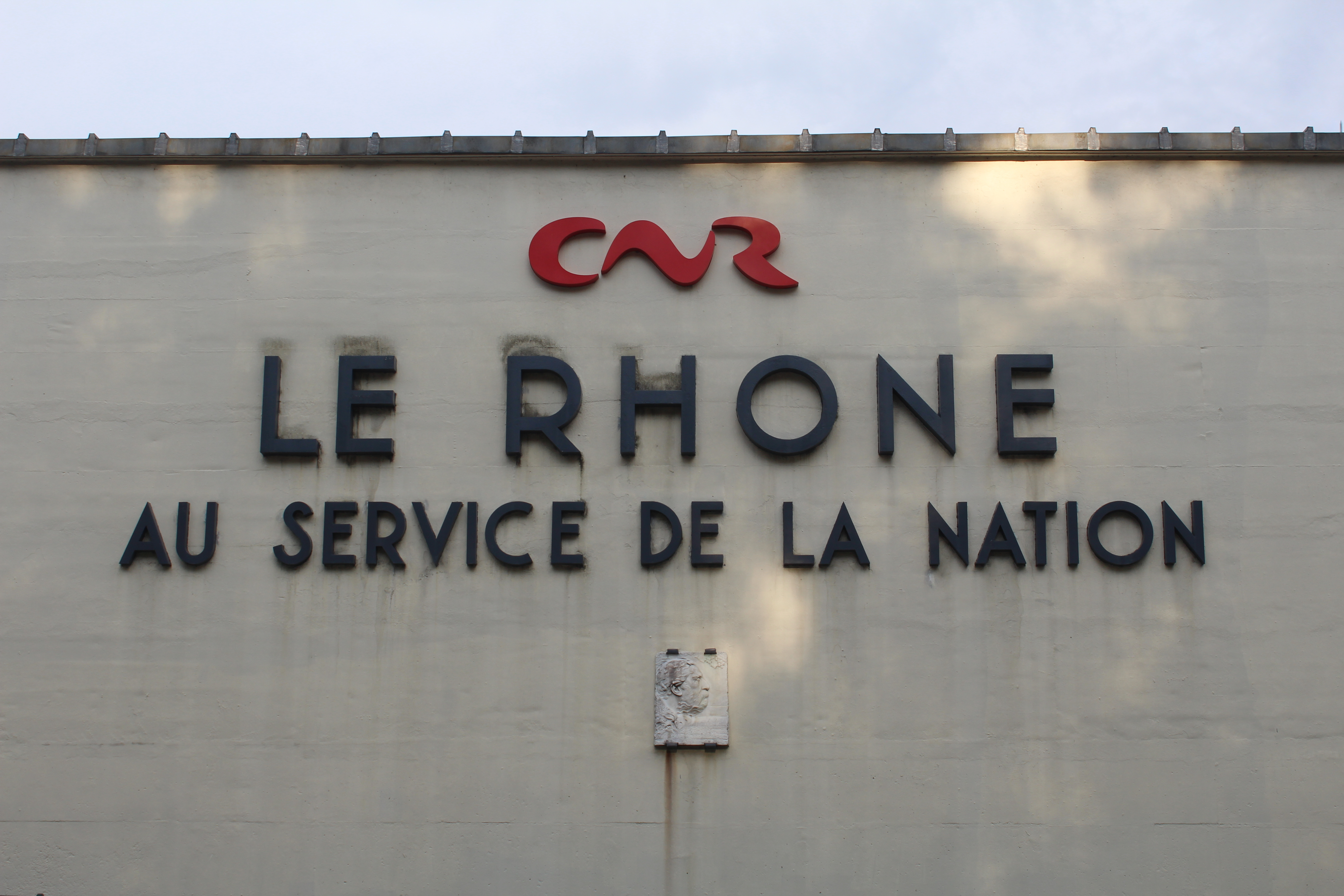
Le pignon de l'usine hydroélectrique du barrage de Seyssel